# Jupani, Timiș
Jupani este un sat în comuna Traian Vuia din județul Timiș, Banat, România.

## Legături externe

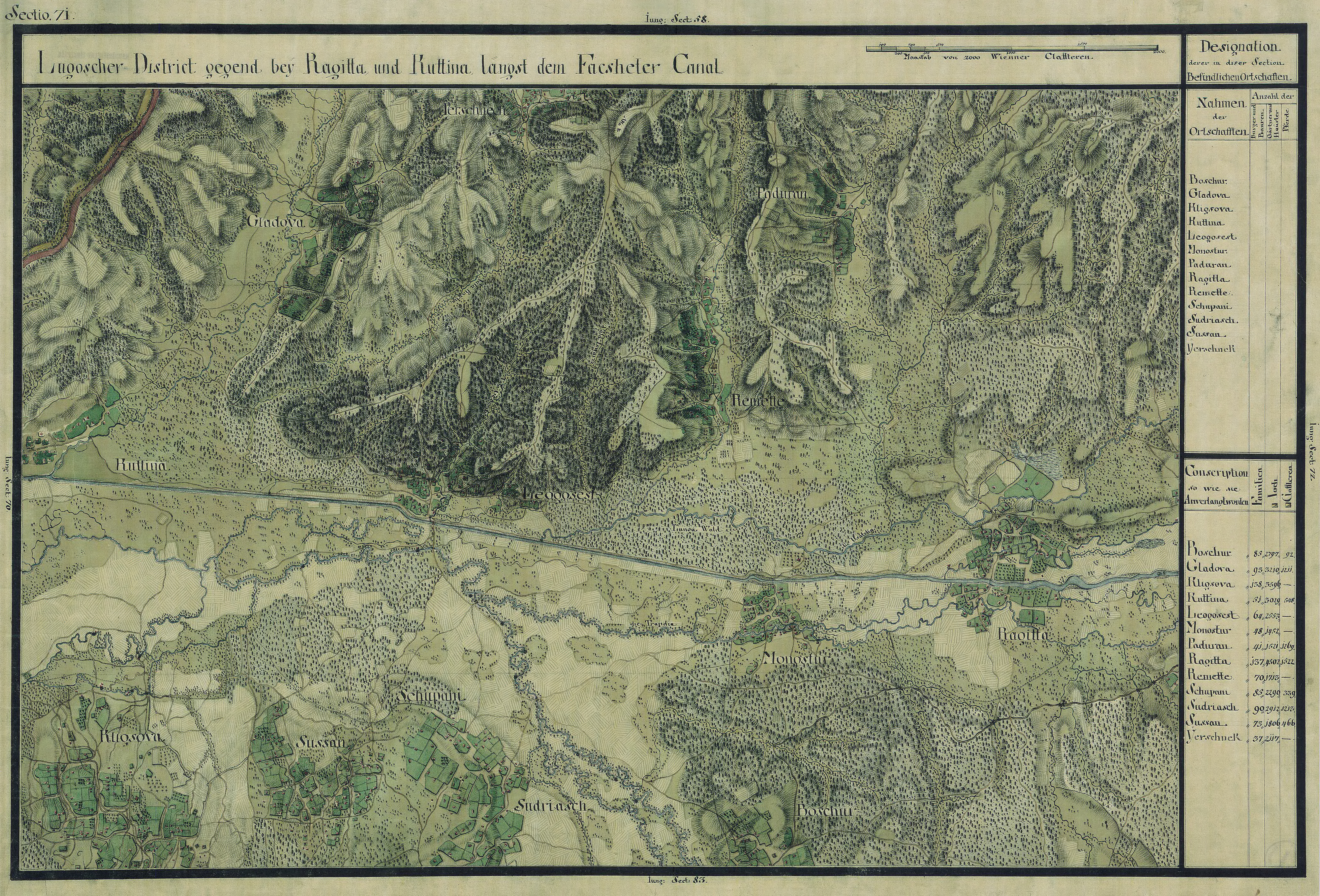
Jupani în Harta Iosefină a Banatului, 1769-72